# Anakapalle (ciutat)
Anakapalle o Anakapalli (també Aniankapalli, Anekaphalle. Kanakapuri i Bellampatnam) és una ciutat del districte de Visakhapatnam district d'Andhra Pradesh, a l'Índia, a la vora del riu Sarada o Saradanali. Famosa pel seu mercat del sucre, el segon de l'Índia d'aquest producte. Té una població (2001) de 84.523 habitants. Està a 45 km de Vishakapatnam (Vizagapatam).

## Història
Inicialment fou possessió del Regne de Kalinga i després va passar a Gajapati, a la dinastia Kakatiya o Kakatia i als Kutubshàhides. Vers 1450 va ser ocupada per Appala Raju pels nawabs d'Arcot. Sota domini britànic hi va haver disturbis menors el 1832 ràpidament controlats.

## Temples
- Temple d'Appalaraju dedicat a Kakatambika, després a Nookambika o Nookalamma
- Gouramma Gudi (Temple de Gouri)
- Bojjannakonda o Sankaram, ruïnes de temple budista
- Sathyanarayana Swami a Kasimkota a 2 km d'Anakapalle.
- Sri Rajarajeshwari a Devipuram a uns 12 km
- Gowri Parameswara
- Peda Ramaswami
- China Ramaswami
- Venkateswara
- Santoshimatha
- Kanyakaparameswari
- Kaasi Viswanatha
- Bhogalingeswara
- Jaganthswami
- Venkateswara Swamy (Gandhinagaram)
- Sambashiva
- Shiridi Sai Baba
- Ragavendraswamy
- Anjaneya Swamy
- Sattammathalli

## Economia
La indústria principal, i quasi única, és la del sucre que es cultiva (canya de sucre) i es manufactura. La resta són activitats agrícoles produint arròs, moresc, i vegetals diversos.

## Lloc interessants
- La llacuna de Kondakarla Aava.
- Costes de Mutyalammapalem, Tantadi i Pudimadaka